# Villa Spedalotto
Villa Spedalotto è una residenza civile di Santa Flavia.
La villa è una residenza di villeggiatura situata su una collina ai margini della piana di Solanto, circondata da oliveti e agrumeti. La casa, ad un piano, è costruita attorno ad una corte aperta, con due corpi di servizio che si dipartono dal corpo principale, al centro del quale si trova un pronao in stile Neoclassico. Commissionata nel 1783 da don Barbaro Arezzo all'architetto Giovanni Emanuele Cardona (o Incardona, attivo a Palermo dal 1775 al 1820), fu costruita tra il 1784 ed il 1793.
Il progettista fu allievo dell'architetto Giuseppe Venanzio Marvuglia, il massimo esponente del Neoclassicismo in Sicilia. Nel 1790, ancora in costruzione, fu acquistata da Onofrio Emanuele Paternò, Barone di Spedalotto. Gli interni sono affrescati in uno stile tra il Neoclassico-Pompeiano e l'Impero, e sono attribuiti ad Elia Interguglielmi.
Nel 1845 fu posta l'attuale pavimentazione della terrazza, in maioliche bicrome bianche e blu di Vietri, mentre tra il 1900 ed il 1902 furono sostituiti i pavimenti all'interno. La parte centrale del prospetto, parzialmente danneggiata da un bombardamento aereo alleato nel 1943, fu ricostruita nel 1945.
Dal 9 ottobre al 9 dicembre 1799, sono stati ospitati i principi reali ereditari Francesco di Borbone (futuro Re Francesco I) con la consorte Maria Clementina d'Asburgo, e la figlia Maria Carolina (futura Duchessa di Berry). La famiglia reale, fuggita da Napoli per la rivoluzione del 1799, era divisa tra Villa Spedalotto (i principi reali) e Villa Valguarnera (i sovrani Ferdinando I e Maria Carolina).
Successivamente vi soggiorneranno Francesco II di Borbone, duca di Calabria, e Luigi Filippo d'Orleans, futuro re dei Francesi. Una tradizione vuole che in questa Villa sia nato, nel 1810, Ferdinando II di Borbone Re delle Due Sicilie, ma la storiografia ufficiale lo indica nato a Palermo, a Palazzo Reale.
Durante gli anni 70 del XIX secolo vi soggiornò spesso l'astronomo gesuita padre Angelo Secchi che, amico del Marchese di Spedalotto, usava la terrazza per le sue osservazioni.
Il 30 marzo 1987, nella cappella della Villa, è stato celebrato il matrimonio tra il duca d'Aosta Amedeo di Savoia e Silvia Paternò di Spedalotto.
Nel 1991 è stata la location per alcune scene del film Johnny Stecchino di Roberto Benigni.
La villa è proprietà privata.

## Citazioni letterarie
La storia della villa viene descritta dall'autrice italiana  Dacia Maraini, nel suo racconto autobiografico Bagheria (Maraini), pubblicato nel 1993 (Milano, Rizzoli, 1993, pagg. 104-105).